# Otto Tressler

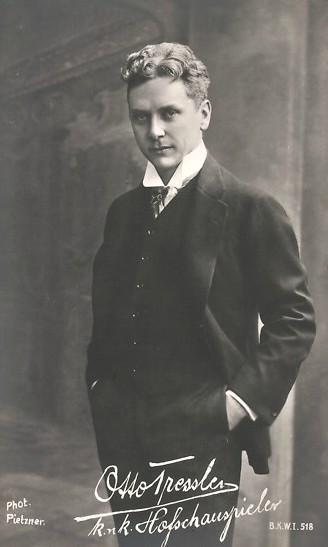
Otto Tressler.

Otto Tressler, även Otto Treßler, född 13 april 1871 i Stuttgart, Kejsardömet Tyskland, död 17 april 1965 i Wien, Österrike, var en tysk-österrikisk skådespelare och regissör. Han var under många decennier verksam vid Burgtheater i Wien. Han är far till regissören Georg Tressler.

## Filmografi, urval
- 1933 – På sångens vingar
- 1935 – Episode
- 1936 – Kring drottningen
- 1944 – Vildfågel
- 1952 – 1 april år 2000
- 1954 – Första valsen
- 1955 – Sissi
- 1956 – Sissi – den unga kejsarinnan